# Peter Ludwig Mejdell Sylow
Peter Ludwig Mejdell Sylow (Christiania, 1832. december 12. – Christiania, 1918. december 7.) norvég matematikus, a csoportelméletben alapvető jelentőségű Sylow-tételek felfedezője.

## Pályafutása
Sylow a Christianiai (Oslói) Egyetemen tanult és 1856-ban matematikatanári oklevelet szerzett, majd Frederikshaldban egy középiskolában tanított 1898-ig. Eközben folytatta a matematikai tanulmányait: Ole Jacob Broch professzor útmutatásai alapján az elliptikus függvényekkel foglalkozott, majd érdeklődése Abelnek az algebrai egyenletek megoldhatóságával kapcsolatos munkája felé fordult. 1861-ben elnyert egy ösztöndíjat, ami lehetővé tette, hogy Berlinbe és Párizsba utazzon, ahol többek közt Liouville előadásait hallgatta és Kroneckerrel is találkozott.
Hazatérte után 1862-ben előadott a Christianai Egyetemen (Brochot helyettesítette). Itt Cauchy tétele kapcsán (mely szerint ha egy csoport rendje osztható a p prímszámmal, akkor a csoportnak van p-rendű részcsoportja), feltette a kérdést, hogy kimondható-e hasonló állítás p hatványaira.
A választ a 10 évvel később publikált Sylow-tételek adják meg. Ezek kimondják, hogy ha pn a p prímszám legnagyobb olyan hatványa, hogy a G véges csoport rendjét osztja pn, akkor
1. G-nek van pn-rendű részcsoportja
2. az ilyen részcsoportok száma p-vel osztva egyet ad maradékul
3. ezek a részcsoportok (amelyeket G p-Sylow részcsoportjainak nevezünk) egymás konjugáltjai.

Ludwig Sylow 1898-tól a Christianiai Egyetemen tanított.